# Paracyprideis pseudopunctillata
Paracyprideis pseudopunctillata är en kräftdjursart som beskrevs av Joseph Swain 1963. Paracyprideis pseudopunctillata ingår i släktet Paracyprideis och familjen Cytherideidae. Inga underarter finns listade i Catalogue of Life.